# 圣梅姆勒特尼
圣梅姆勒特尼（法語：Saint-Même-le-Tenu，法語發音：[sɛ̃ mɛm lə təny]）是法国大西洋卢瓦尔省的一个旧市镇，属于南特区。2016年1月1日，圣梅姆勒特尼与市镇马什库勒合并为新市镇马什库勒-圣梅姆。

## 地理
圣梅姆勒特尼（47°1'14"N, 1°47'42"W）面积18.27 平方千米，位于法国卢瓦尔河地区大区大西洋卢瓦尔省，该省份为法国西北部沿海省份，位于布列塔尼半岛东南部，北起伊勒-维莱讷省，西北接莫尔比昂省，西临大西洋，南至旺代省，东临曼恩-卢瓦尔省。
与圣梅姆勒特尼接壤的市镇（或旧市镇、城区）包括：雷地区弗雷奈、马什库勒-圣梅姆、圣马尔德库泰、圣帕扎娜、马什库勒、圣菲尔贝德格朗略。
圣梅姆勒特尼的时区为UTC+01:00、UTC+02:00（夏令时）。

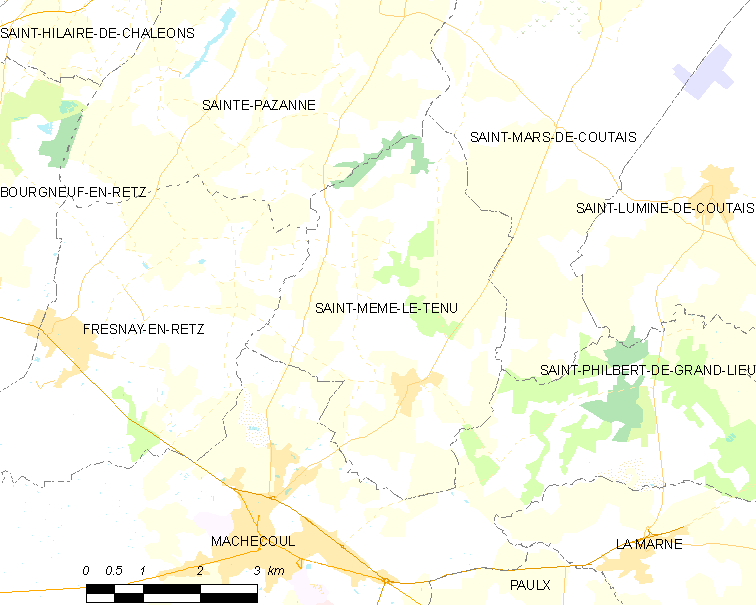
圣梅姆勒特尼的OSM定位图

## 行政
圣梅姆勒特尼的邮政编码为44270，INSEE市镇编码为44181。

## 政治
圣梅姆勒特尼所属的省级选区为马什库勒-圣梅姆县。

## 人口

1962-2008年间圣梅姆勒特尼人口变化图示

圣梅姆勒特尼于2018年1月1日时的人口数量为1219人。